# Sebastián González García-Paz
Sebastián González García-Paz (Pontevedra, 26 de mayo de 1908 - Pontevedra, 5 de agosto de 1967) fue un historiador y arqueólogo español.

## Trayectoria

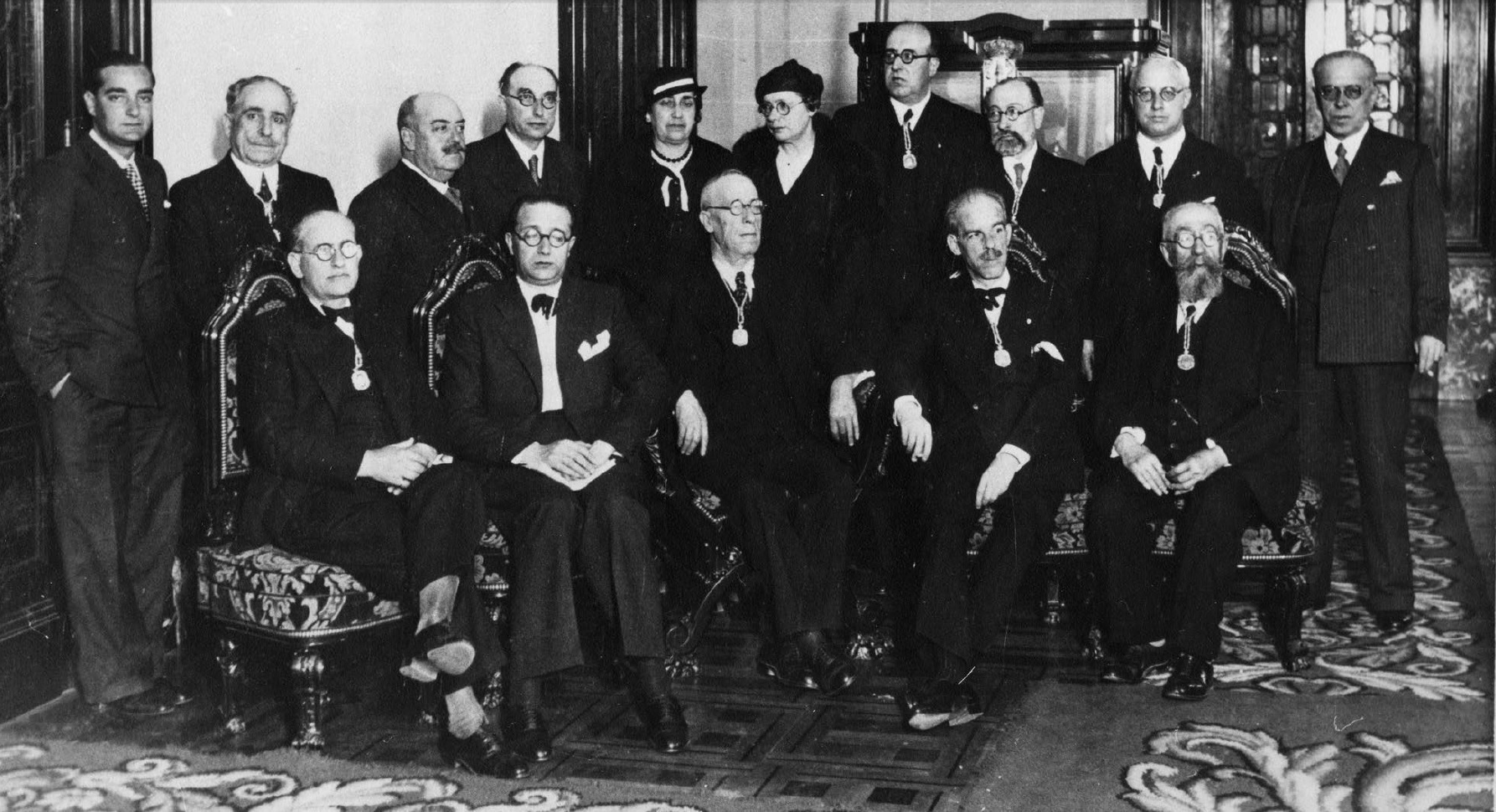
De pie, de izquierda la derecha: Sebastián González, Eladio Rodríguez González, Enrique Peinador, Gonzalo López Abente, Pura González Varela (mujer de Lugrís), Celia Brañas Fernández, Otero Pedrayo, David Fernández Diéguez, Ángel de él Castillo y Fernando Cortés Bugía. Sentados Fernando Martínez Morás, Castelao, Manuel Lugrís Freire, Antón Villar Ponte y Félix Estrada Catoyra.

Hijo de Bernardino González Paz. Estudió el bachillerato en el Instituto de Pontevedra y Filosofía y Letras en la Universidad de Santiago de Compostela. Hizo el doctorado en Filosofía y Letras en Madrid (1930), con la tesis El colegio de San Clemente de Pasantes de Compostela. Regresó a Compostela y obtuvo la plaza de auxiliar de la Sección de Arte y tuvo a su cargo las cátedras de Arqueología e Historia del arte. En 1931 consiguió una bolsa para ampliar los estudios sobre la prehistoria y estuvo en Francia y Alemania. Colaboró con el Seminario de Estudios Gallegos, del que fue miembro del Consejo Director y para lo cual logró unos locales en el edificio de Fonseca, donde se instalaron la biblioteca y el museo de etnografía. participó junto a Florentino López Cuevillas en el proyecto de catalogación de los castros gallegos y excavó, entre otros, los castros de Domayo, Santa Tecla, Taboeja y San Cibrao de Las. Formó parte de las Irmandades da Fala y asistió a la asamblea que se organizó en la Coruña; más tarde ingresó en el Partido Galleguista. Fue miembro correspondiente de la Real Academia Gallega.
Trala Guerra Civil, y como consecuencia de su pertenencia a las Irmandades da Fala y al Partido Galleguista, se exilió a Puerto Rico, donde fue decano de la Universidad de Puerto Rico, puesto desde donde fomentó la fundación del Coro Universitario, del Museo de la Universidad, del Seminario de Estudios de Puerto Rico y de un centro de Excavaciones Arqueológicas. Por su trabajo, el claustro lo nombró decano de estudios, rector interino y senador vitalicio.

## Obras
- La Universidad de Santiago: el pasado y el presente, 1934 (en colaboración con Ciriaco Pérez Bustamante).
- Sobre Domingo de Andrade, 1935.
- Sobre plateros pontevedreses, 1965.
- Pontevedra a fines del siglo XVI: tres dibujos desconocidos, 1965.

### Artículos
- "La población de Nueva España en el siglo XVI", en Boletín de la Biblioteca Menéndez Pelayo, con Ciriaco Pérez Bustamante.
- "O tesouro de Foxados", en Archivos del Seminario de Estudos Galegos, con Jesús Carro.
- "Noticias de las exploraciones arqueológicas en los castros de Borneiro y Baroña", en Boletín de la Universidad de Santiago de Compostela (1934).
- "La juventud del padre Rufo", en Extramuros (1963), da Universidad de Puerto Rico.